# Alu, Korpo
Alu är en ö i Finland. Den ligger i Norra Östersjön eller Skärgårdshavet och i kommunen Pargas i den ekonomiska regionen  Åboland i landskapet Egentliga Finland, i den sydvästra delen av landet. Ön ligger omkring 93 kilometer sydväst om Åbo och omkring 200 kilometer väster om Helsingfors.
Öns area är 4,9 hektar och dess största längd är 340 meter i öst-västlig riktning. Ön höjer sig omkring 10 meter över havsytan.